# Ham hock

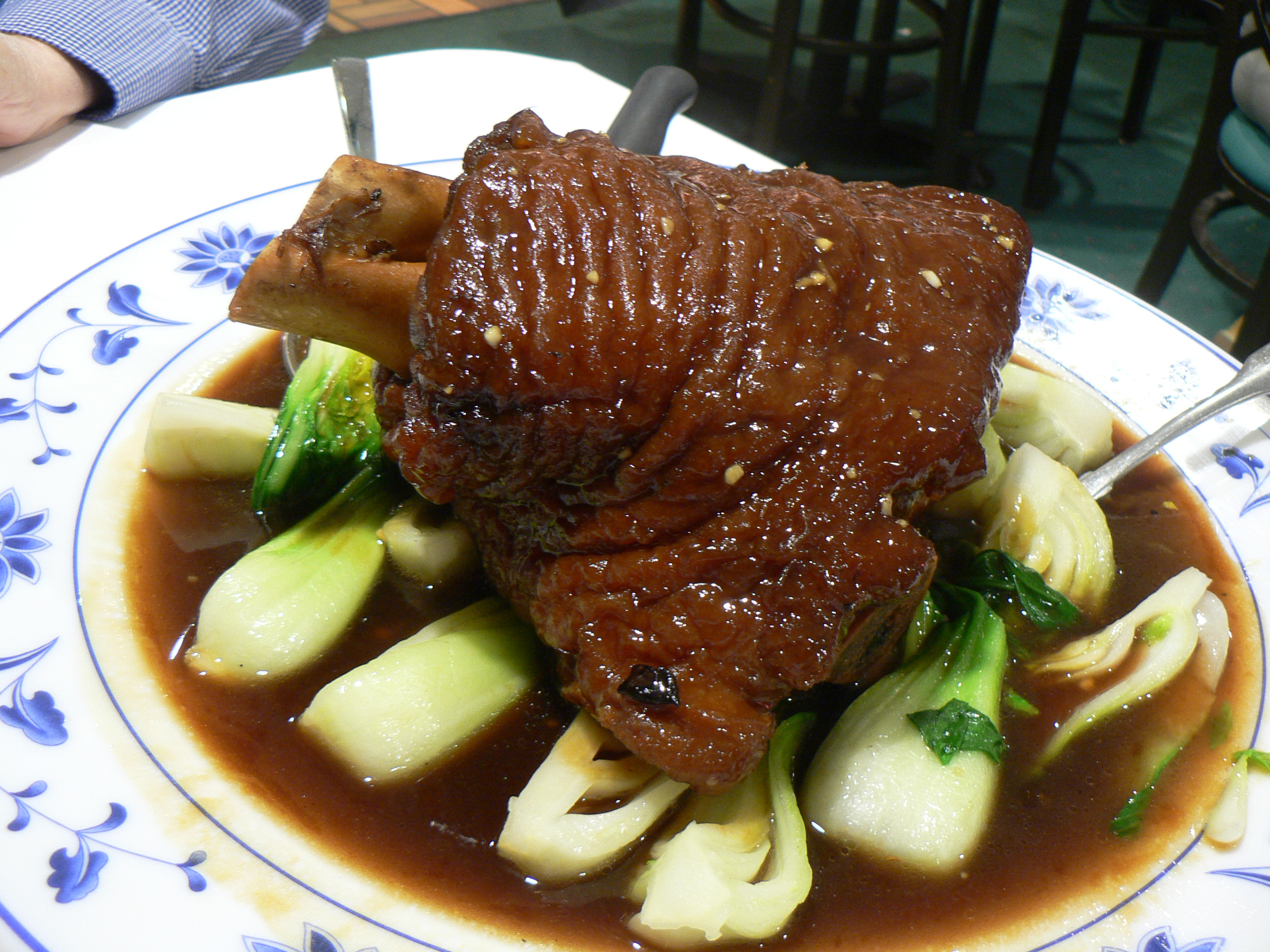
Un ham hock.

El ham hock ("lacón", en castellano) es la parte final del jamón ahumado cercana a la rótula del cerdo.  Se trata de una porción de la pierna, cercana a la tibia (en inglés shank) que suele poseer alguna región con músculos, piel, tendones y grasa.

## Características
Es un corte muy similar al codillo. Esta pieza suele tener bastante parte de piel y tejido cartilaginoso que ofrece al paladar un sabor peculiar, de esta forma se emplea elaborado al horno acompañado de judías verdes y diversas verduras que le proporcionan un sabor adicional, suele preparase el ham hock, o también hog jowls con otros platos para realzar el sabor de estos.  Se suele servir con col, judías verdes y habas. En la soul food es parte fundamental como ingrediente así como en otras cocinas de Estados Unidos del sur.